# Franz von Liszt
Pour les articles homonymes, voir Franz Liszt et Liszt (homonymie).
Franz von Liszt (né le 2 mars 1851 à Vienne - mort le 21 juin 1919) est un professeur de droit, un criminologue, un homme politique allemand.

## Biographie
Il est le fils d'un procureur de la Cour impériale de Cassation et le cousin germain du pianiste et compositeur Franz Liszt.
Il est connu pour le programme de Marbourg de 1882 qui a eu une résonance particulière dans la réforme du Code pénal allemand. Ce programme visait à faire vivre ensemble plusieurs domaines à l'intérieur du droit pénal : la criminologie, la pénologie et la dogmatique.
Il est aussi connu pour avoir affirmé qu'il existait une classe dangereuse, déclenchant par ce biais des débats sur la fonction protectrice ou répressive du droit pénal.